# Gauguin (film)
Gauguin è un cortometraggio del 1950 diretto da Alain Resnais e basato sulla vita del pittore francese Paul Gauguin.